# MP40
MP40 (на немски: Maschinenpistole 40, в превод: картечен пистолет 40) е автоматично огнестрелно оръжие, разработено в Германия и използвано широко от парашутисти, взводни и отрядни командири по време на Втората световна война. MP40 има сравнително малка скорострелност и малък откат, което прави използването му по-лесно, сравнено с някои съвременни картечни пистолети.

## История
MP40 произлиза от MP36, прототип с възможност за превключване режима на стрелба, от който са останали само два образеца – този с пореден номер 001 се намира във Военноисторическия институт в Прага, а вторият, с пореден номер 014, се намира в частна колекция в Пенсилвания (САЩ). MP36 е независима разработка на Ерма, преди заявката от 1938 г. на германското правителство за нов картечен пистолет, която води до появата на MP38. MP38 е опростен вариант на MP36, а MP40 е опростен вариант на MP38. Разликите в моделите се дължат на промени за намаляване на разходите, най-вече използване на части, получени чрез пресоване, а не чрез машинна стружкоотнемаща обработка, и подобрена сигурност.
Някои от промените са в резултат на натрупването на данни от използването на няколко хиляди MP38 през 1939 г., използвани по време на нападението над Полша. Те са въведени в междинната версия MP38/40 и се използват при първите произведени MP40. По време на войната от всички разновидности са произведени над един милион броя. Конструкцията на MP38/40 е на Хайнрих Фолмер.
Съюзниците често наричат MP40 шмайзер (на английски: Schmeisser), на името на оръжейния дизайнер Хуго Шмайсер. Той не участва в създаването на MP40, а на MP41, който представлява MP40 с дървен приклад.

## Конструкция
Картечните пистолети MP38 и MP40 използват отката на свободния затвор. Няма възможност за превключване на режима на стрелба, но относително ниската скорост на стрелба позволява единична стрелба при контролиране натискането на спусъка. Затворът на оръжието има възвратна пружина около телескопичен водач, която служи като буфер за компенсиране на отката. При ранните модели MP38 ударникът е част от затвора, а при по-късните модели е отделна част. Също така той служи за предпазител. Липсата на тази възможност при ранните модели е водела до използването на малки кожени парчета, използвани да придържат затвора на оръжието в предно положение.
Още от самото начало при конструирането е заложена концепцията за евтино, със занижени разходи, производство. Затова конструкторът Фолмер решава неудобният дървен приклад (по това време дървеният приклад се среща при всички автомати в света) да отпадне и на негово място залага лекия, сгъваем метален приклад – за пръв път в света. Първоначално автоматите са предвидени за употреба в бронирани машини – характерният „нос“ в долния преден край на цевта е предвиден именно за опора в амбразурата при стрелба, предотвратявайки така неволен изстрел с фатални последици вътре в бронираната машина. Компактността на автомата води и до неговата скорошна употреба във всички видове войски, дори и в подводниците на Третия райх.

Автоматът първоначално се изработва главно чрез фрезоване и пр. методи на стружкоотнемане, но това бил скъп процес, отнемал време и най-вече изисквал извънредно голям разход на материал. Това подтикнало разработването на по-прост вариант на иначе много успешната конструкция, където широко се използвали щампована стомана и електроточково заваряване. Това опростява и намалява производствените разходи неимоверно, но въвеждането на нова технология на производството, без грижливо изпробване води до проблеми (поне в началото) в сигурността на оръжието и до проблеми с ремонтирането на автоматите в полеви условия – частите при отделните производствени варианти не са заменяеми.
По време на нападението над Полша на Вермахта за раздадени 8773 броя MP38, а при въвеждането на MP40 във Вермахта има вече 40000 MP38.
МР38 също се отличава с надлъжен прорез на пълнителя и затвора, както и кръговото отваряне на магазина. Тези характеристики са пропуснати при М38/40 И МР40. Една особена и видима особеност при повечето автомати МР38 и МР40 е алуминиева или бакелитова релса под цевта, която е използвана като опора при стрелба от танкови амбразури. Предпазителят е сложен между магазина и пистолетната дръжка и е направен от бакелит. На цевта липсва всякакъв вид изолация, което често завършва с изгаряне за придържащата ръка, ако е заблудена. Има също сгъваем приклад, първият за автоматичните оръжия, превръщащ се в по-късо оръжие когато се сгъва, но това е във времената на продължително трудно използване в борба и ръкопашен бой. Макар че МР 40 е надеждно оръжие, главната слабост била 32-патронния магазин. МР38 и МР40 използват двуредов пълнител с едноредово подаване на патроните към затвора. Това увеличавало триенето между патроните при движението им нагоре.
Главната причина за засечки, освен замърсяването (което при полеви условия се е случвало доста често) е и това, че пълнителят бил погрешно хващан с ръка, което не позволява подаване на патрон. Когато ръката натиска и дърпа назад тялото на пълнителя, карайки подаващия механизъм да излиза от позиция, то спусъковия механизъм не може да се заключи здраво. За да се избегнат тези проблеми, се нарежда пълнителите да се зареждат с по 28 патрона.
Популярната култура създава погрешно впечатление за използването на MP40. Те са използвани основно от парашутисти, взводни и отрядни командири. Голяма част от войниците използват пушки Karabiner 98k. Трябва да се отбележи, че Хитлер е голям привърженик на Karabiner 98k и противник на автоматичните оръжия. Това дава, поне в началото на войната, своето отражение във въоръжението на немската армия. След сблъсъците със съветски формации в градски условия с MP40 са въоръжавани цели щурмови взводове.
Ефективната стрелба на MP40 е до 200 m.

## Окомплектовка
Към всяко оръжие принадлежат 6 пълнителя. За тях са произвеждани 2 сумки – лява и дясна, за по 3 пълнителя. За приспособлението за пълнене на магазина на лявата сумка се пришивал малък страничен джоб. Автоматите се доставяли с ремък за носене.
За предпазване на цевта, в края и се монтирала специална муфа, която трябвало до се отваря при почистване на цевта и при произвеждане на изстрел. Тази конструкция не се налага, затова автомати с такава муфа срещат днес много рядко. Муфата се заменя с обикновен гумен предпазител, през който в случай на нужда е можело просто да се стреля.
За пълното зареждане на пълнителите се доставяло и приспособление за пълнене, което се поставяло на пълнителя и позволявало бързо зареждане на пълнителите. Към окомплектовката можело да се достави и приспособление, което позволявало изстрелването на халосни патрони.
През войната MP40 не достигат поради ограничените ресурси, производствените разходи, необходимостта от производството на пушки K 98, а след 1943 г. замяната им с новия клас оръжия – MP43 / MP44, носещи още означението StG 44.

## Следвоенно използване
MP38 или MP40 са основа на различни картечни пистолети:
- Когато започва проектирането на M3 – Grease Gun, конструкторите използват за основа картечни пистолети Sten и пленени MP40.
- Украинската освободителна армия използва голямо количество MP40 по време на войната за независимост срещу Съветския съюз между 1944 г. и 1956 г.
- Германско полуавтоматично копие на MP38, Selbstladebüchse BD-38.
- Бивши югославски военни използват известно количество MP40 в различни конфликти в Босна.
- Норвежката армия използва MP40 от 1945 г. до 1970 г.[2] Норвежката национална гвардия използва MP40 до началото на 1990-те.
- След войната MP40 остава стандартен картечен пистолет в Израелските отбранителни сили и е често използван в района на Палестина. Остава официално на въоръжение при израелските парашутисти до 1956 г.
- Известен брой MP40 са използвани от Косовската освободителна армия по време на войната в Косово през 1999 г.[3]
- През май 1974 г. два MP40 са използвани от SWAT отряда на полицейското управление на Лос Анжелис по време на престрелка с членове на терористичната организация Symbionese Liberation Army.[4]

## Разновидности и разработки
- MP40/I – основна версия
- MP40/II – експериментален с два паралелно разположени пълнителя с по 32 патрона. Изпробван е през 1942 г. Разполага с механизъм за подаване на патрони, който може да се движи хоризонтално. Това става при изчерпване на първия пълнител. Целта е да се достигнат възможностите на руския ППШ-41, но това прави оръжието тежко и небалансирано.[5]
- MP41 – вариант, проектиран от Хуго Шмайсер за компания C. G. Haenel, който включва работния механизъм, механизъм за подаване на патрони и гнездото на пълнителя на MP40 и приклада, спусъка и селектора за режим на стрелба на MP28.
- Много страни, участвали във Втората световна война, разработват картечни пистолети с подобни характеристики на MP40 (сгъваем приклад, използван като предна дръжка пълнител и начин на производство). Най-известните примери са руският ППС-43 и американският M3.
- BD38 – нова полуавтоматична репродукция на картечен пистолет MP38.